# Cheri DiNovo
Cheri DiNovo (née en 1960 à Toronto en Ontario) elle est une ministre de culte et femme politique canadienne dans la province de l'Ontario. Elle a été élue députée à l'Assemblée législative de l'Ontario dans la circonscription de Parkdale—High Park lors de l'élection partielle qui s'est déroulée le 14 septembre 2006 dans le but de remplacer le député démissionnaire Gerard Kennedy. Elle est membre du Nouveau Parti démocratique de l'Ontario.

## Biographie
Avant son élection, elle était ministre de culte de l'Église unie du Canada, à l'église Emmanuel Howard Park United Church.
Elle est mariée à Gil Gaspar. Elle est la mère de Francesca et Damien Zielinski.
Elle reçoit un prix Lambda Literary en 2005 pur son essai Qu(e)erying Evangelism: Growing a Community from the Outside.